# Etropolé
Pour la commune, voir Etropolé (obchtina).
Etropolé (bulgare : Етрополе) est une ville située dans l'est de la Bulgarie.

## Géographie

### Géographie physique
Etropolé est située dans l'ouest de la Bulgarie, à 80 km à l'est-nord-est de la capitale Sofia. La ville est le chef-lieu de la commune d'Etropolé.
La ville est nichée dans la partie centrale du massif du Grand Balkan, dans l'étroite vallée de la rivière Malki Iskar.

### Géographie humaine
| 1926 | 1934  | 1946   | 1956   | 1965   | 1975   | 1985   | 1992   | 2001   |
| ---- | ----- | ------ | ------ | ------ | ------ | ------ | ------ | ------ |
| -    | 9 417 | 10 509 | 11 768 | 13 757 | 14 262 | 15 180 | 15 178 | 13 733 |

| 2011   | 2021  | 2022  | - | - | - | - | - | - |
| ------ | ----- | ----- | - | - | - | - | - | - |
| 10 209 | 9 262 | 9 261 | - | - | - | - | - | - |

## Culture et tourisme

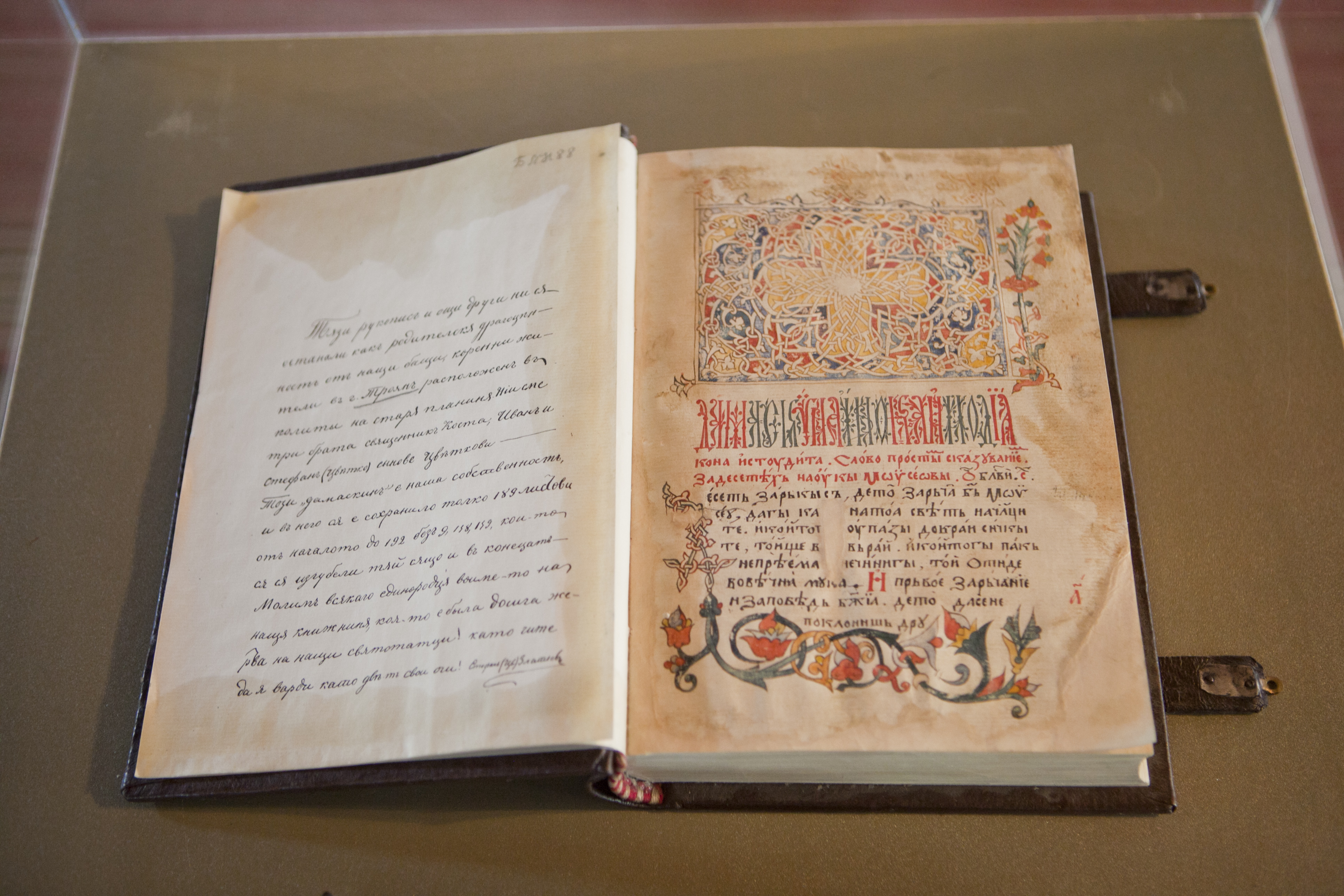
Évangile de 1577 réalisé à Etropolé dans le stype de l'école d'Etropolé.

Etropolé est connue pour les maisons de l’époque de la Renaissance bulgare (fin du XVIIIe siècle, début du XIXe siècle) qui ont été bien conservées et restaurées. La tour d’horloge est un des emblèmes de la ville. Elle date de 1787, sa maçonnerie est faite de gros cailloux de rivière et de travertin. Conçue initialement comme une tour de défense, elle a été dotée, après la Libération de la Bulgarie, d’une horloge et a ainsi changé de vocation. Un des autres lieux culturels et touristiques remarquables est le musée d’histoire d’Etropolé où sont conservés des objets de la vie quotidienne de jadis. Le bâtiment dans lequel se situe a été bâti en 1853 abritait, à l'origine, le poste de police ottoman (Konak). Après l'autonomie de la Principauté de Bulgarie en 1878, il abrita l’administration municipale et fut transformé en musée en 1968. La Maison Arnaoudov à l'origine propriété d’un négociant de la ville et qui date de 1850 présente l'intérieur typique d'une maison de l'Ouest de la Bulgarie au milieu du XIXe siècle.

## Administration
La ville d'Etropolé est le chef-lieu de la commune d'Etropolé. Son maire est le maire de la commune.

## Galerie

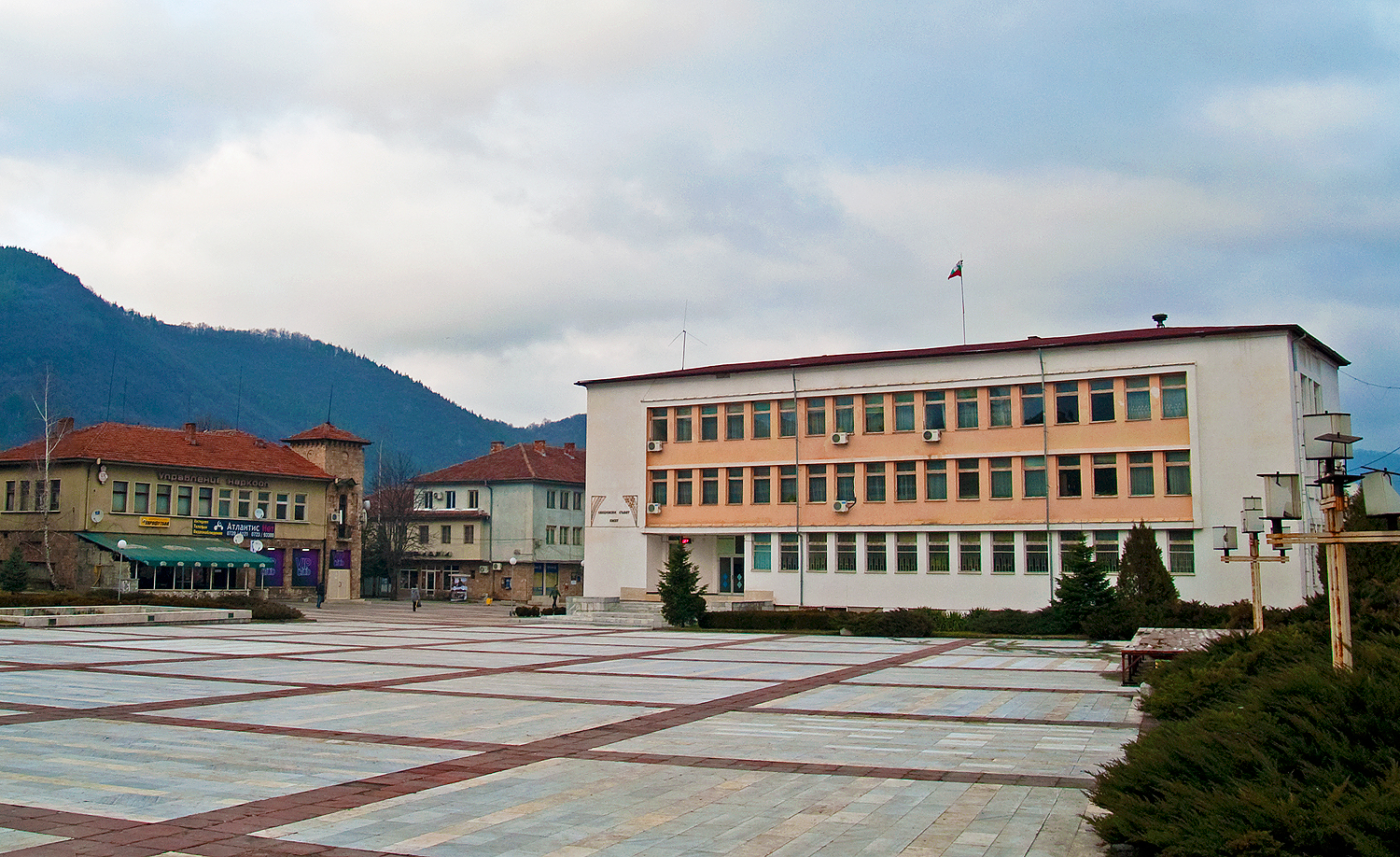
L'hôtel de ville
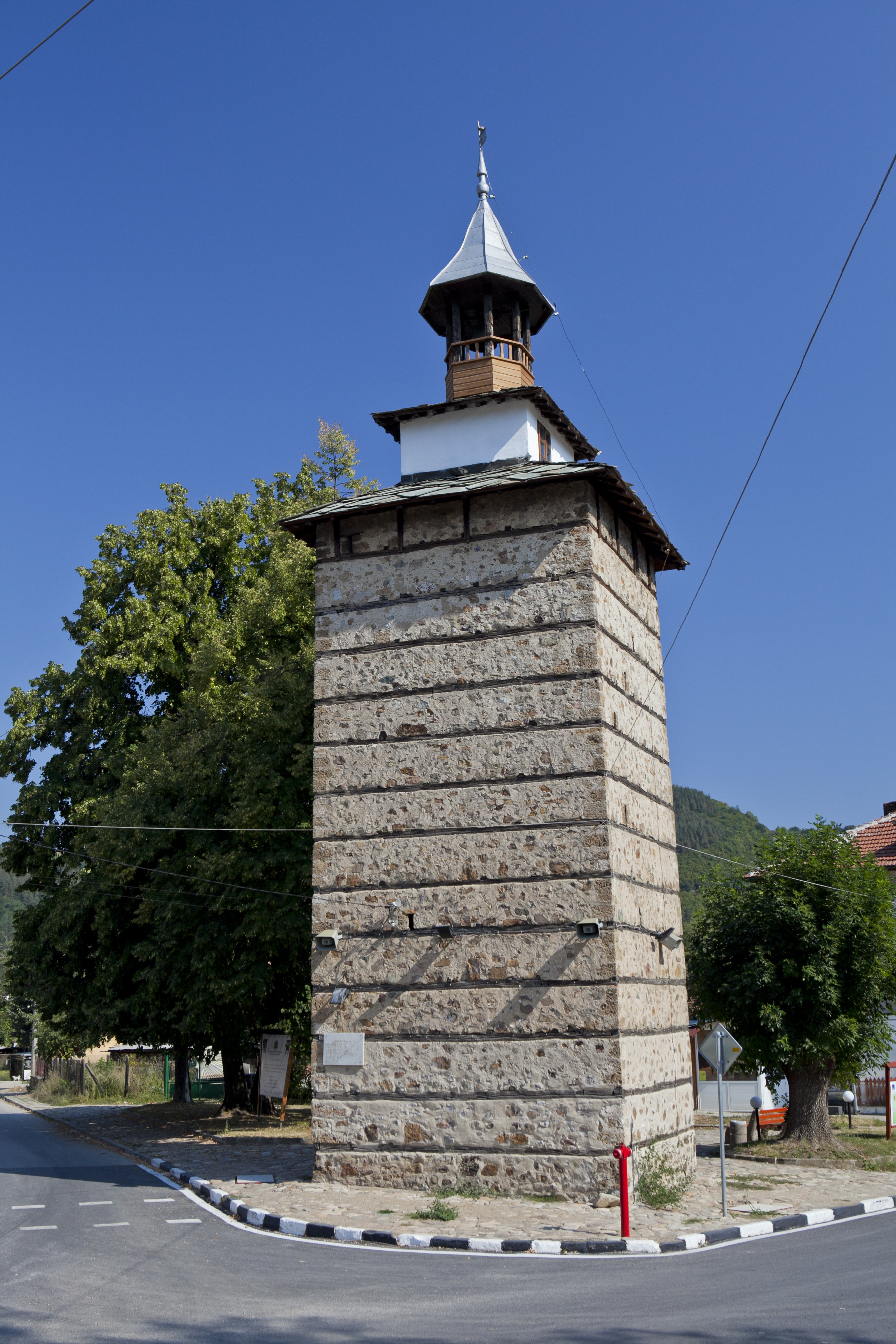
La tour de l'horloge
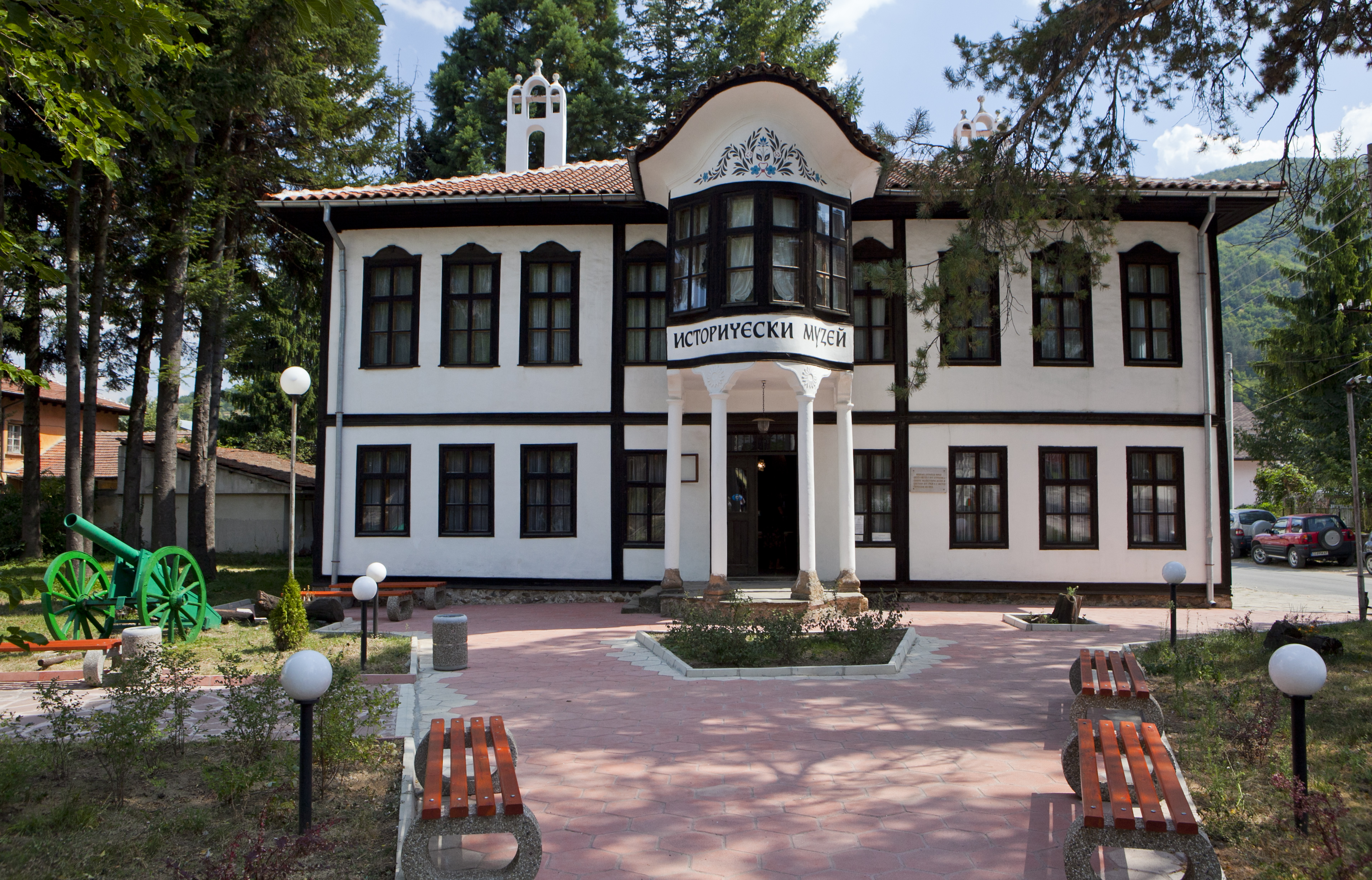
Le musée historique
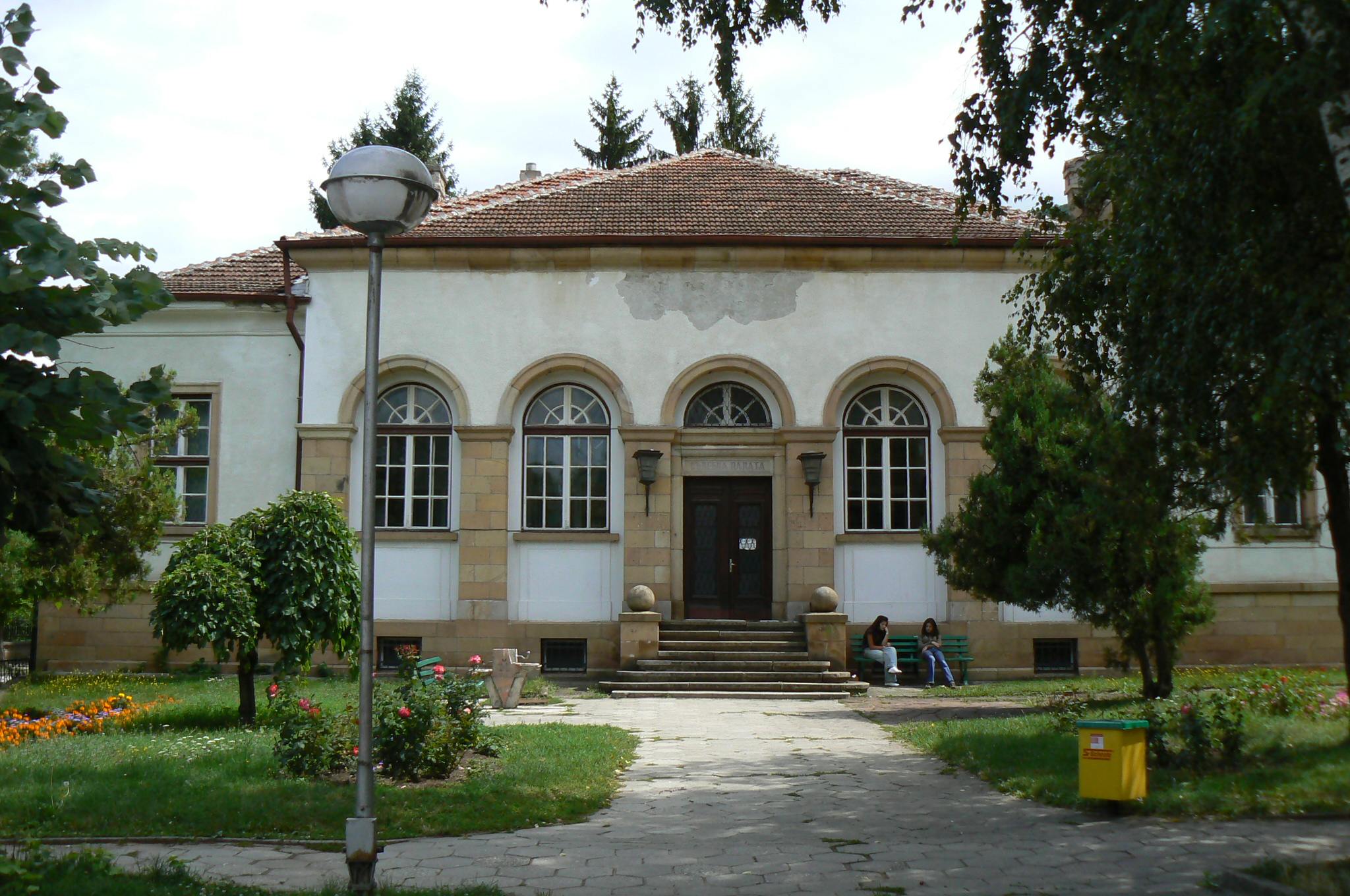
Le tribunal
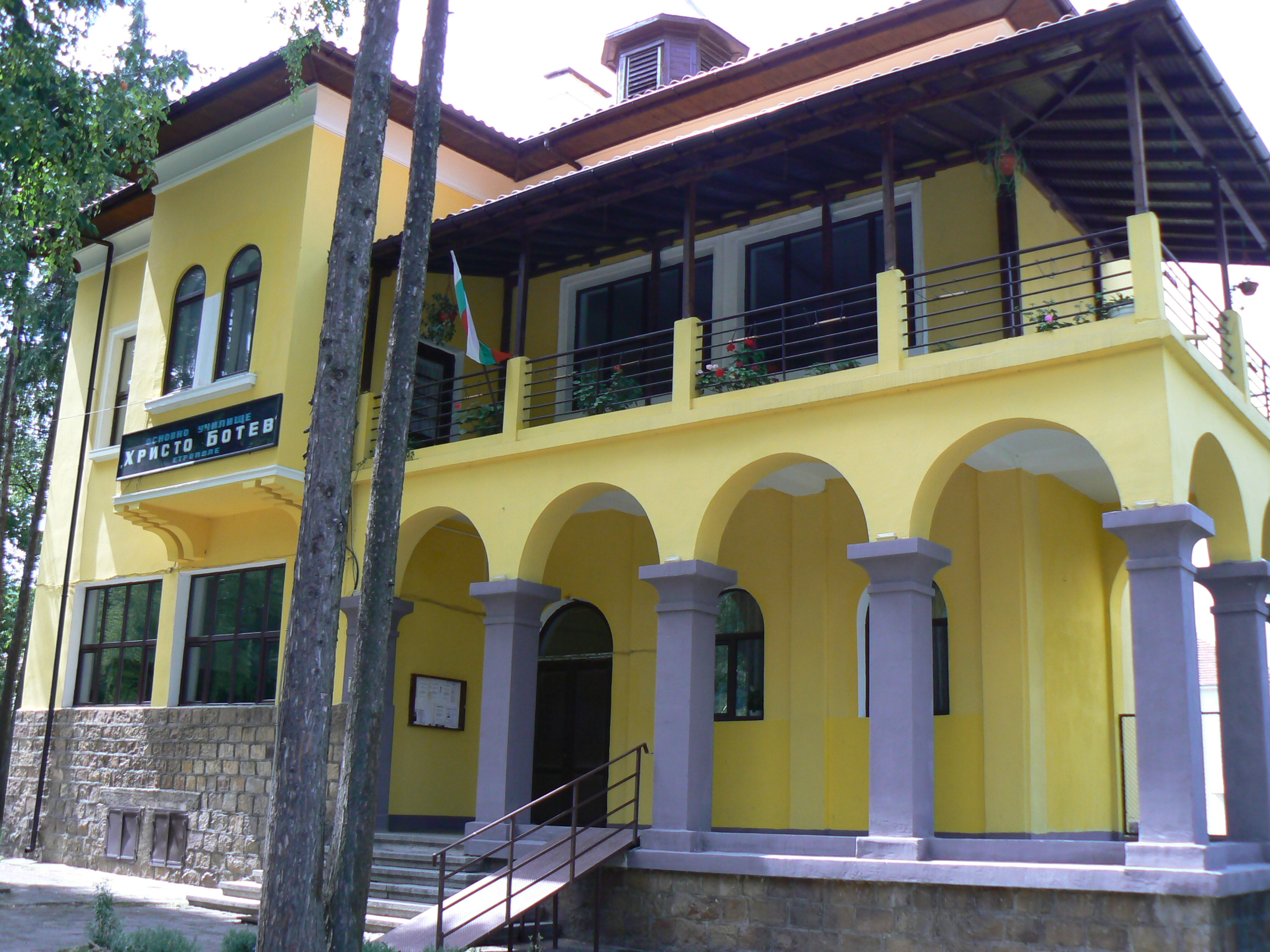
L'école primaire Hristo Botev